# Parasolid
Parasolid — коммерческое ядро геометрического моделирования, разрабатываемое и поддерживаемое Siemens PLM Software.
Компания Siemens PLM Software применяет Parasolid в собственных системах NX, Solid Edge, Femap и Teamcenter, а также предоставляет лицензии независимым поставщикам программного обеспечения и конечным пользователям – например, SolidWorks.
Ядро Parasolid предназначено для математического представления трёхмерной формы изделия и управления этой моделью. Полученные с его помощью геометрические данные используются системами автоматизированного проектирования (CAD), технологической подготовки производства (CAM) и инженерного анализа (САЕ) при разработке конструктивных элементов, деталей и сборок.
Parasolid поддерживает работу с несколькими ядрами процессора (SMP) и включает множество объектно-ориентированных функций для приложений под управлением Windows NT, UNIX, и LINUX.
Общий формат обеспечивает единство данных между внутренними приложениями и коммерческими системами. Концепция обмена данными известна как «Parasolid Pipeline» и означает обмен твердотельными моделями Parasolid, сохранёнными в открытом файловом формате .x_t. Другой формат .x_b — двоичный формат, менее зависимый от аппаратных средств и не дающий ошибок при преобразовании.

## История создания
Parasolid является наследником ядра ROMULUS, разработанного компанией Shape Data в 1978 г. Первая версия Parasolid появилась в 1988 г., вскоре после этого Shape Data была поглощена McDonnell Douglas, а ядро Parasolid легло в основу системы Unigraphics.

## Функциональные возможности
Функциональные возможности Parasolid включают более 800 объектов на основе функций, включающие создание моделей, утилиты запросов и редактирования, прикладные функции высокого уровня. Parasolid также обеспечивает поддержку визуализации и графических средств, включая алгоритмы расчёта скрытых линий, генерацию проекционных видов, тесселяцию геометрии и функции анализе массово-инерционных характеристик геометрических объектов.
Средства моделирования позволят пользователям создавать и редактировать модели путём применения булевых операций, такие как объединение, вычитание, пересечение. При работе можно комбинировать проволочные, твердотельные, листовые и поверхностные модели. Работа ведётся как с непараметризованными объектами, так и с параметрическими.
Помимо наличия набора базовых геометрических примитивов Parasolid предлагает несколько методов получения твердотельной геометрии с помощью конструктивных элементов: вытягивание (выдавливание) плоских профилей по заданной траектории, вращение профилей, тиснение для создания сложных бобышек и карманов, создание массивов из существующих элементов.
Средства моделирования поверхностей представлены несколькими базовым алгоритмами:
- Заметание - позволяющее создать сложные формы используя перемещение профиля по направляющим.
- Поверхности, по наборам сечений с заданием касательности и другими параметрами управления формой.
- Поверхность по сетке кривых
- Поверхности, ограниченные заданным контуром.
- Конические поверхности

В ядре Parasolid также реализована функция получения твёрдых тел путём придания толщины заданной поверхности. Для редактирования твердотельной геометрии и поверхностей представлен широкий спектр возможностей по созданию уклонов, скруглений, фасок, масштабированию.
Parasolid также включает инструменты для прямого редактирования топологического описания элементов геометрии модели: перемещения, поворота, смещений, замены, копирования, и т.д. Также реализована возможность наложения геометрических зависимостей между геометрическими элементами модели (гранями и рёбрами).
Модели, созданные с помощью Parasolid, могут быть использованы в качестве конечных 3D представлений с возможностью анализа массово-инерционных характеристик, поиска пересечений, моделирования кинематических механизмов, построения конечно-элементных сеток и решения многих других прикладных задач инженерной разработки.

## Применение
Parasolid является базовой платформой геометрического моделирования для многих ведущих мировых САПР, систем технологического проектирования и инженерного анализа (CAD/CAM/CAE), включая такие системы как
:
- Abaqus
- Altair HyperWorks
- ANSYS Icem-CFD
- Artube
- AutoPLANT
- Cimatron E
- Delcam
- DesignFlow
- DesignSpace
- Femap
- GibbsCAM
- IronCAD
- MasterCAM
- MicroStation
- Moldflow
- MSC.Patran
- MSC.SimXpert
- NX (Unigraphics)
- OneCNC
- PowerSHAPE
- Renishaw Productivity+[8]
- Solid Edge
- SolidFace
- SolidWorks
- STAR-Design
- T-FLEX CAD
- TopSolid
- Vectorworks
- Virtual Gibbs
- WorkXPlore 3D

Parasolid также используется машиностроительными компаниями (Boeing, General Electric, Israel Aircraft Industries, Mitsubishi Motors и др.) для разработки специальных внутренних приложений.